# Pekárka (Tisová)
Vesnice Pekárka je základní sídelní jednotkou obce Tisová v okrese Ústí nad Orlicí a tvoří její severozápadní část rozprostírající se kolem silnice vedoucí do Vysokého Mýta. V roce 2019 se zde nalézalo celkem 43 domů s číslem popisným.

## Galerie

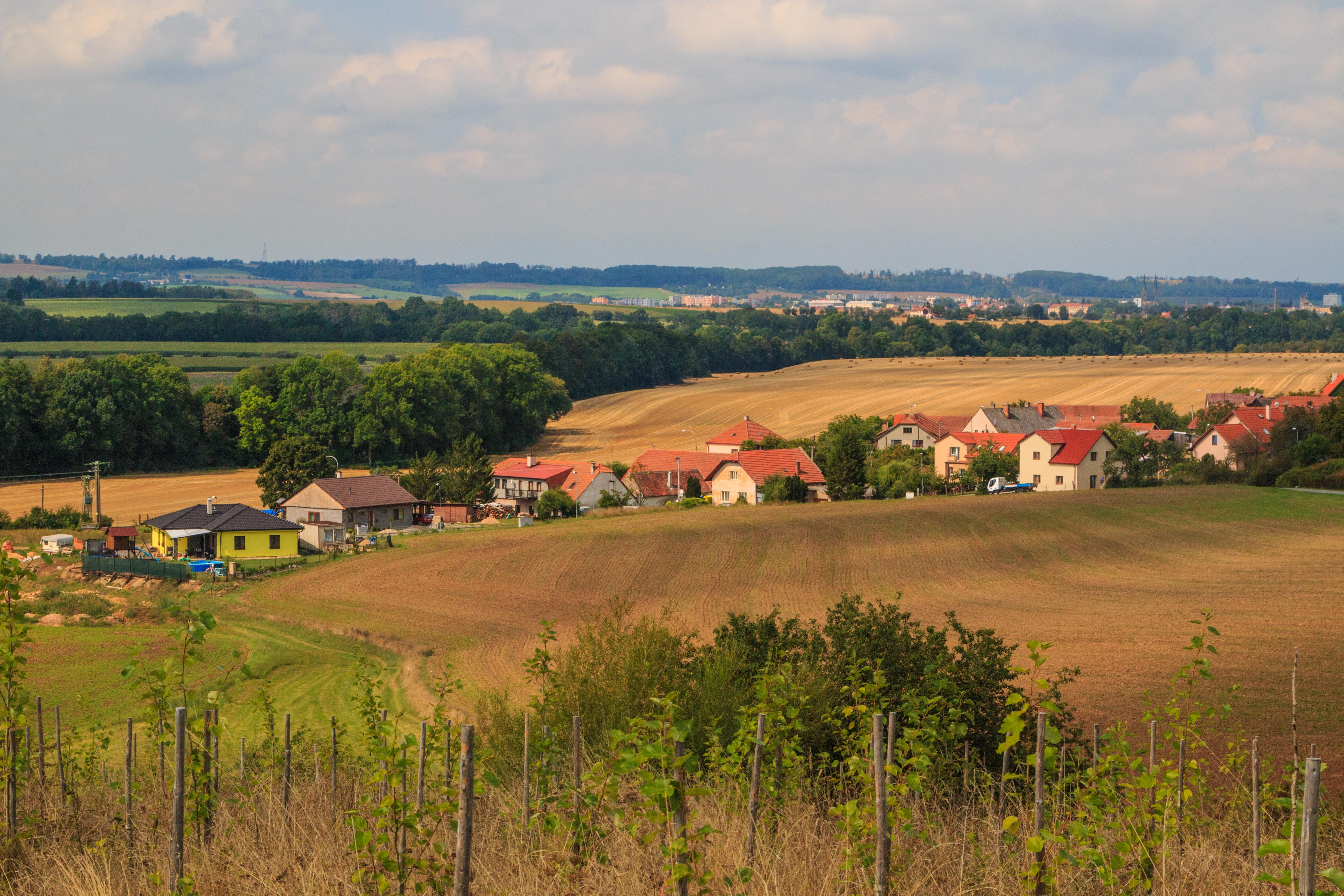
Pohled na Pekárku u Tisové z polí nad vesnicí
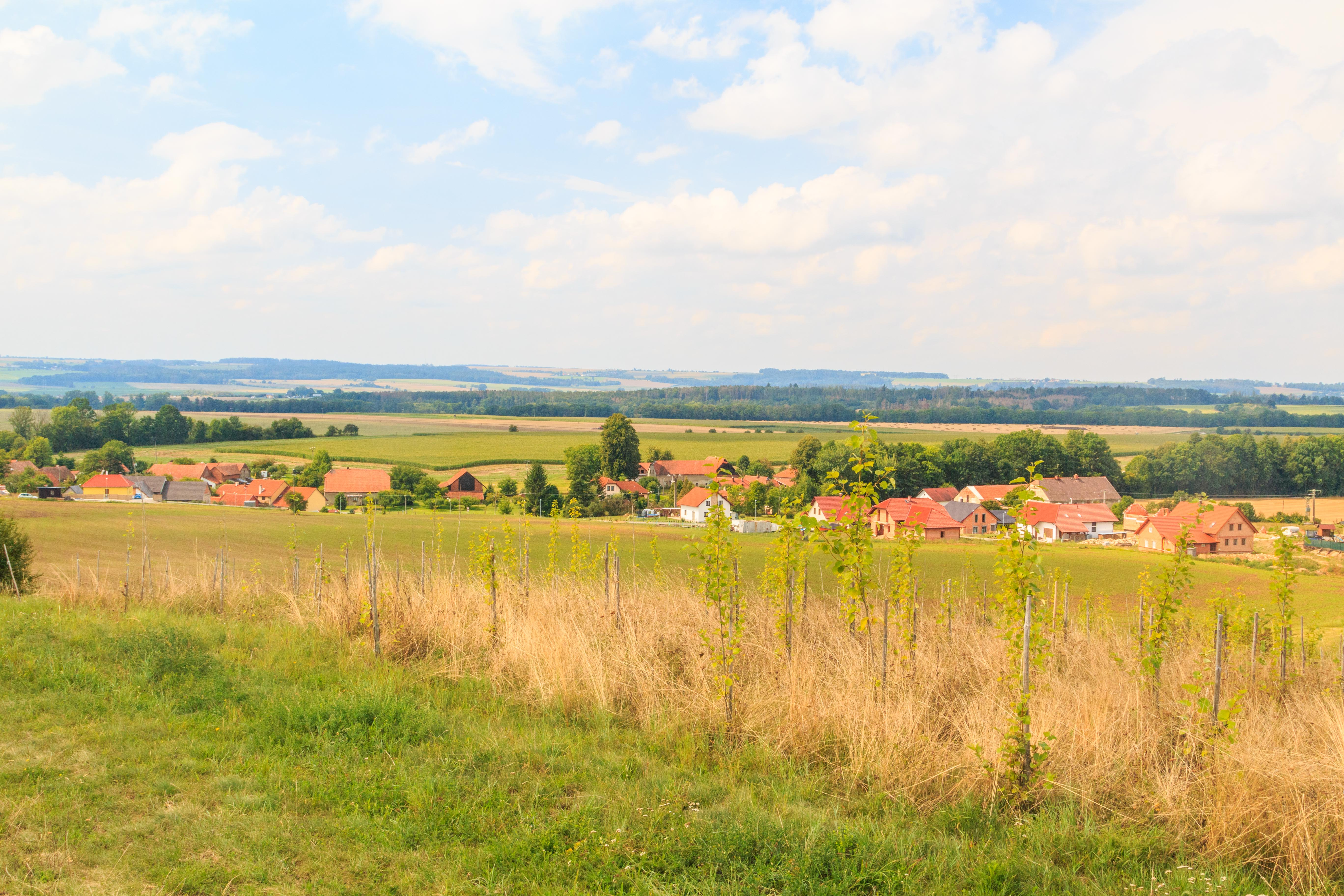
Pohled na Pekárku u Tisové z polí nad vesnicí
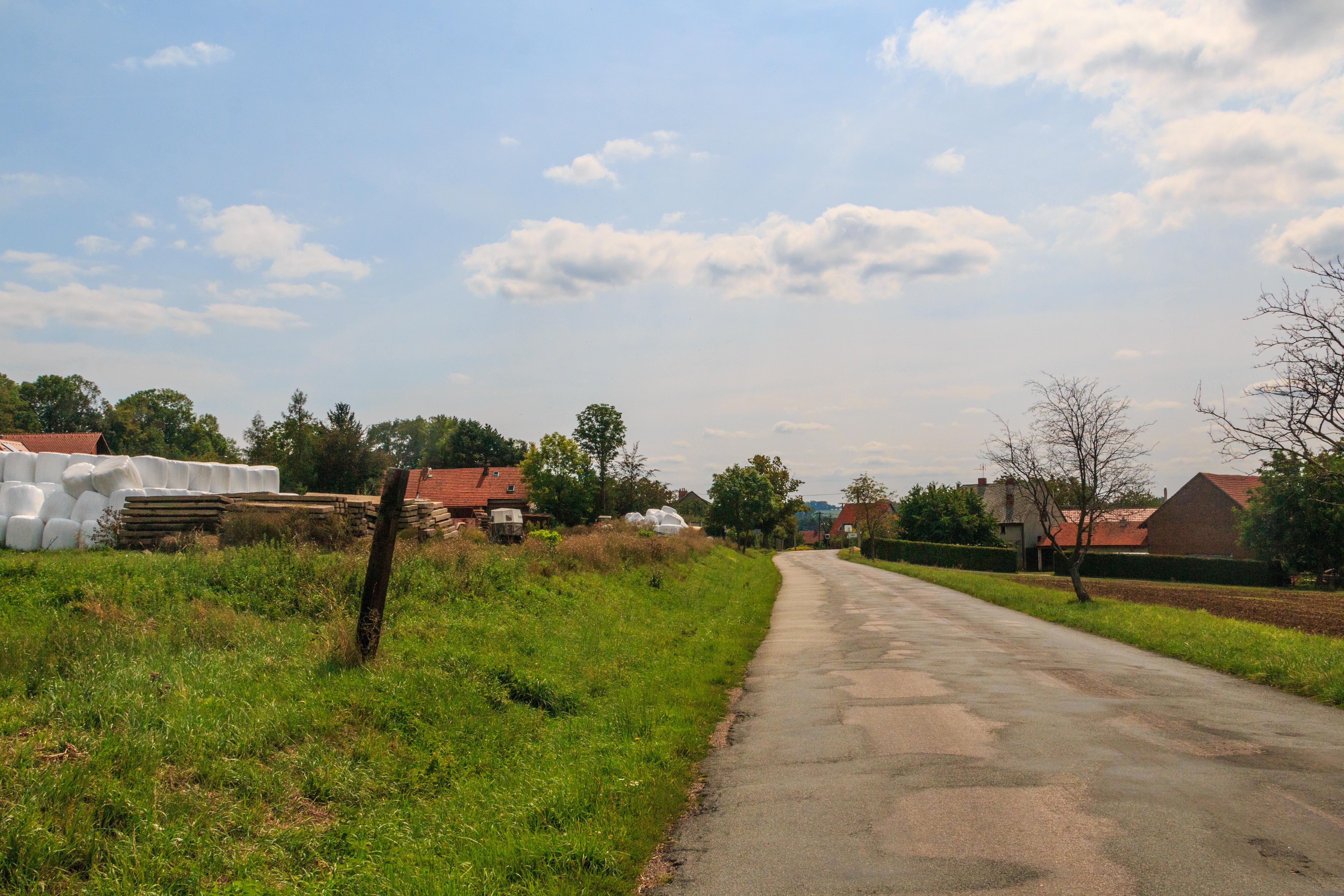
Pohled na Pekárku ze silnice od Vysokého Mýta
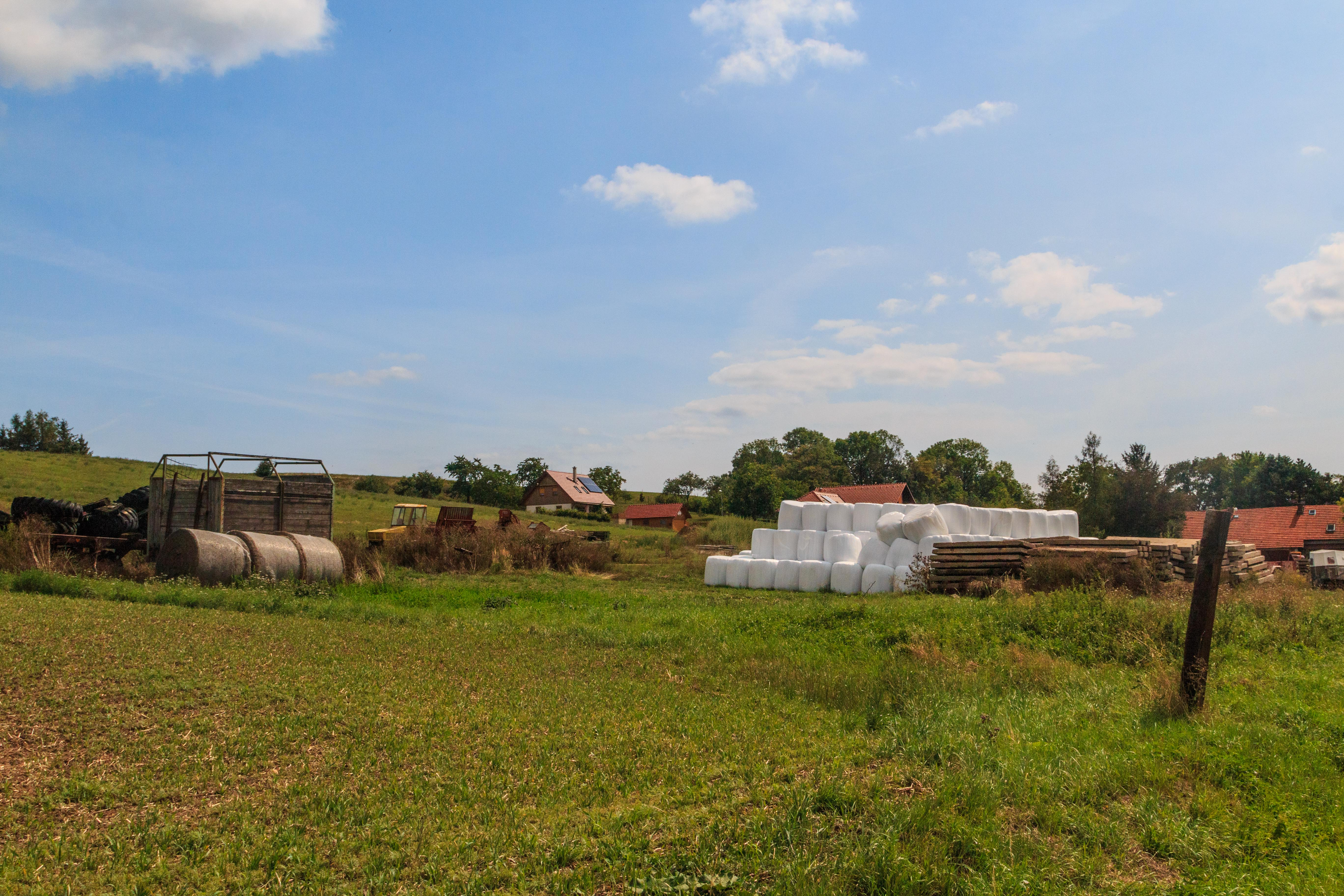
Pohled na Pekárku ze silnice od Vysokého Mýta